# August von Rheden
August Adolf Karl Georg Julius Ludwig von Rheden (* 19. Oktober 1853 auf Gut Rheden; † 3. Januar 1907 ebenda) war 16. Erbdrost von Gandersheim, königlich preußischer Landrat und Politiker.

## Familie
Er entstammte einem alten Adelsgeschlecht des Bistums Hildesheim, das im Jahr 1251 urkundlich zuerst erscheint, und war der Sohn des 15. Erbdrosten von Gandersheim Georg von Rheden (1819–1874), Gutsherr auf Rheden, und der Sophie Bock von Wülfingen (Haus Elze) (1827–1902). Seine Schwester Marie (* 18. Februar 1848) war mit dem preußischen Oberst a. D. Ferdinand von Bothmer (* 6. September 1832) verheiratet.
Rheden heiratete am 23. April 1880 in Bückeburg (Schaumburg-Lippe) Elfriede von der Decken (Haus Stellenfleth, * 2. Oktober 1860 in Fallersleben (heute Stadtteil von Wolfsburg, Niedersachsen); † 30. Mai 1930 auf Gut Rheden), die Tochter des königlich preußischen Forstmeisters Christoph von der Decken, Mitherr auf den Gütern Bruchhof, Kinten und anderen, und der Maria Strahl. Sein Sohn war der Politiker Hartwig von Rheden. Ferner hatte das Paar zwei Töchter, Ilse (* 15. Juli 1892) und Maria (* 14. Mai 1888). Maria heiratete den späteren Regierungspräsidenten Kurd von Berg-Schönfeld.

## Leben
Rheden war Gutsherr auf Rheden und Heinum, ab 1888 Landschaftsrat des Fürstentums Hildesheim, von 1889 bis 1907 königlich preußischer Landrat des Landkreises Gronau, ab April 1902 mit braunschweigischer Verleihung dieses Titels auf Lebenszeit 16. Erbdrost von Gandersheim, war Präsident der Landwirtschaftskammer Hannover und ab 1897 bis zu seinem Tod im Jahr 1907 Mitglied des Preußischen Herrenhauses.
Im Jahr 1898 unterschrieb Rheden einen Wahlaufruf des „Bundes der Landwirte“ (BdL), Vorläufer vom deutschen „Landbund“, weshalb ihm eine Ordensverleihung versagt blieb.